# Лечър (окръг, Кентъки)
Окръг Лечър (на английски: Letcher County) е окръг в щата Кентъки, Съединени американски щати. Площта му е 878 km², а населението - 25 277 души (2000). Административен център е град Уайтсбърг.